# Љесков Дуб
Љесков Дуб је насељено мјесто у општини Гацко, Република Српска, БиХ. Према попису становништва из 1991. у насељу је живјело свега 19 становника.

## Географија
Херцеговачког је, расутог типа. Смјештено је на надморској висини од 1.050 м у котлини омеђеној са сјеверне и западне стране Хумом (1.349 м), са источне Ивицом (1.546 м), а са јужне стране Лицем (1.497 м) .

## Становништво
Према попису становништва из 1991. године, мјесто је имало 19 становника.
| Демографија | Демографија | Демографија |
| Година      | Становника  | Становника  |
| ----------- | ----------- | ----------- |
| 1961.       | 130         |             |
| 1971.       | 101         |             |
| 1981.       | 57          |             |
| 1991.       | 19          |             |